# João Rodrigues (jezuita)
João Rodrigues (ur. 1561 w Sernancelhe, zm. 1 sierpnia 1633 w Makau), znany także jako Lou Ruohan (chiń. 陸若漢) i Tçuzu – portugalski uczony, misjonarz i jezuita. Działał w Chinach i Japonii jako misjonarz, oprócz tego zajmował się historią Dalekiego Wschodu oraz badaniem kultury chińskiej i japońskiej. Interesował się również językoznawstwem. Jest autorem pierwszego, napisanego przez Europejczyka, dzieła o gramatyce języka japońskiego: Arte da Lingoa de Iapam. Odegrał znaczną rolę w czasie tak zwanego sporu o ryt chiński.
Pochodzenie i rodzina Rodriguesa pozostają nieznane, źródła podają tylko datę i miejsce narodzin. Wiadomo że w 1574 roku, w wieku 14 lat, opuścił Portugalię i osiadł w Indiach. Po pewnym czasie przeniósł się do Makau, skąd w 1577 roku trafił do Japonii. Początkowo służył tam jako najemny żołnierz w oddziałach daimyō z prowincji Bungo. W czasie służby dobrze poznał miejscowy język i w krótkim czasie zaczął nim płynnie władać. W 1580 roku Rodrigues zakończył swoją karierę najemnika i wstąpił do zakonu Jezuitów. Równocześnie rozpoczął naukę teologii i filozofii w Nagasaki. Z powodu znakomitej znajomości języka znajdował zatrudnienie jako tłumacz, na dworach japońskich panów feudalnych. Od 1603 do 1610 roku był przełożonym misji w Nagasaki. Miał również, podobnie jak kilku innych jezuitów, udziały w handlu srebrem między Chinami a Japonią.
W czasie pobytu Rodriguesa w Japonii stosunki między katolikami a japońskim rządem zaczęły się pogarszać. Wielu panów feudalnych, wraz z poddanymi, przeszło na katolicyzm. Siogun obawiał się ich siły i ewentualnej interwencji obcych mocarstw w wewnętrzne sprawy państwa. Niepokoje te były podsycane przez wysłanników protestanckich krajów Europy, które rywalizowały o wpływy na świecie z katolicką Portugalią i Hiszpanią. Nie był to jednak konflikt o podłożu religijnym ale raczej ekonomicznym. Dużą rolę w tym procesie odegrał William Adams. Cieszył się on dużym zaufaniem sioguna Ieyasu Tokugawa, który mianował go nawet swym doradcą. Adams oskarżył Rodriguesa o udział w machlojkach gospodarczych, co doprowadziło do wygnania jezuity z Japonii w 1610 roku.
Rodrigues zatrzymał się na pewien czas w Makau, po czym powrócił do pracy misjonarskiej, tym razem na terenie Chin. Od 1613 do 1615 roku zajmował się poszukiwaniem starych, chrześcijańskich społeczności w Państwie Środka. Później brał udział w misji wizytatora André Palmeiro, który odwiedził chrześcijańskie wspólnoty w Chinach i dwór cesarski w Pekinie. W 1630 roku pełnił rolę tłumacza dla oddziału wojsk portugalskich w służbie chińskiej, biorących udział w walkach przeciwko Mandżurom. Zyskał wówczas przychylność cesarza Chongzhena. W czasie jego pobytu w Chinach doszło do tak zwanego sporu o ryt chiński. Misjonarze chrześcijańscy nie byli  zgodni co do tego czy używać łacińskich nazw w nauczaniu religii, czy też stosować odpowiadające im pojęcia chińskie. Rodrigues stał w tym sporze po tej samej stronie co Sabatino de Ursis, Nicolò Longobardo i Francesco Pasio. Był przeciwnikiem tłumaczenia chrześcijańskich terminów religijnych na chiński.

## W kulturze
- João Rodrigues był pierwowzorem dla postaci ojca Martina Alvito w powieści Shōgun Jamesa Clavella.